# لا موت دافيلانز (إزار)
لا موت دافيلانز هي بلدية في إزار في جنوب شرق فرنسا.